# 戦区

戦区の管轄域

戦区（せんく、中国語: 战区、拼音: zhànqū）とは、中華人民共和国における最大級の行政区画であり、2016年に習近平党総書記（党軍事委員会主席兼務）によって新編された軍管区のことでもある。
戦区は平時では所在地の税金取集・警察事務・建築建設・プロセッションの制圧・学生への軍国主義教育など行政的な仕事を戦区内の兵士たちに任せているが、戦争になると習近平の中国共産党中央軍事委員会から直接な命令を受け、統合作戦を担当する指揮所に変化する。その故、英語の戦区は「Theater command」と訳され、これは日本語の「総軍」に当たる。

## 概要
2016年2月1日に、国防部スポークスマンの楊宇軍は大軍区を廃止して新たに常設の統合作戦指揮組織である戦区を新編したことを表明した。新編された5個の戦区は中国人民解放軍の五大軍種及び人民武装警察の統合作戦指揮組織であり軍管区である。
90年代以降、大規模な戦役演習などで南京戦区や広州戦区など「戦区」を冠した概念が運用されていることが、中国国内の官製メディアの報道から明らかになっていた。しかし軍はその定義など明瞭な説明をしなかった。専門家の間では、その名称に「南京」や「広州」など大軍区と同じ名称を使っているために、戦区とは大軍区と同じ管轄域で演習や戦時において組織される指揮に特化したアドホックな組織と考えられていた。
廃止された大軍区においても管内の海空軍の協力による統合作戦指揮機能は有していたものの、各軍種の長との指揮命令系統の範囲が不明瞭であり、統合作戦を行うに当たり支障があった。このため各軍種の長の役割任務を軍政に限定し、作戦指揮権を統合整理し戦区に担わせた。

## 管轄域
大軍区の時代もそうであったが、人民解放軍は管轄域に含まれる具体的な省・自治区・直轄市の名称および指揮組織の駐地について公式に明らかにしたことはなく、2013年の中国国防白書でようやく大軍区が管轄する集団軍の名称を公開している。おそらく新編戦区についても人民解放軍自身が管轄域および戦区司令部駐地を今後公開する可能性はかなり低いと考えられている。
| 戦区名   | 管轄域に含まれる省・自治区・直轄市                                                           | 戦区司令部 | 戦区陸軍機関 |
| -------- | -------------------------------------------------------------------------------------------- | ---------- | ------------ |
| 東部戦区 | 江蘇省、上海市、浙江省、福建省、江西省、安徽省                                               | 南京市     | 福州市       |
| 南部戦区 | 湖南省、広東省、広西チワン族自治区、海南省、雲南省、貴州省、香港特別行政区、マカオ特別行政区 | 広州市     | 南寧市       |
| 西部戦区 | 新疆ウイグル自治区、チベット自治区、青海省、甘粛省、寧夏回族自治区、四川省、重慶市           | 成都市     | 蘭州市       |
| 北部戦区 | 内モンゴル自治区、黒竜江省、吉林省、遼寧省、山東省                                           | 瀋陽市     | 済南市       |
| 中部戦区 | 北京市、天津市、河北省、河南省、山西省、陝西省、湖北省                                       | 北京市     | 石家荘市     |

## 首長
| 戦区名   | 職名     | 氏名   | 階級 | 任命年月 | 主な経歴                                       | 生年月 | 籍貫         |
| -------- | -------- | ------ | ---- | -------- | ---------------------------------------------- | ------ | ------------ |
| 東部戦区 | 司令員   | 劉粤軍 | 上将 | 16.02    | 蘭州軍区司令員、蘭州軍区参謀長                 | 54.09  | 山東栄成     |
| 東部戦区 | 政治委員 | 何平   | 中将 | 17.09    | 西部戦区政治工作部主任、総参謀部情報部政治委員 | 57.11  | 四川南充     |
| 南部戦区 | 司令員   | 袁誉柏 | 中将 | 17.01    | 北部戦区海軍司令員、北海艦隊司令員             | 56.05  | 湖北公安     |
| 南部戦区 | 政治委員 | 魏亮   | 上将 | 16.02    | 広州軍区政治委員、総政治部主任助理             | 53.02  | 江蘇高淳     |
| 西部戦区 | 司令員   | 趙宗岐 | 上将 | 16.02    | 済南軍区司令員、済南軍区参謀長                 | 55.?   | 黒龍江賓県   |
| 西部戦区 | 政治委員 | 呉社洲 | 中将 | 17.01    | 中部戦区陸軍政治委員、済南軍区政治部主任       | 58.?   | 湖北漢川     |
| 北部戦区 | 司令員   | 李橋銘 | 中将 | 17.09    | 北部戦区陸軍司令員、第41集団軍軍長             | 61.04  | 河南偃師     |
| 北部戦区 | 政治委員 | 範驍駿 | 中将 | 17.01    | 空軍政治部主任、済南軍区空軍政治委員           | 56.?   | 江蘇丹陽     |
| 中部戦区 | 司令員   | 乙暁光 | 上将 | 17.08    | 中央軍委聨合参謀部副参謀長、総参謀部副総参謀長 | 58.06  | 江蘇ジュツ陽 |
| 中部戦区 | 政治委員 | 殷方竜 | 上将 | 16.02    | 総政治部副主任、第二砲兵政治部主任             | 53.11  | 江蘇揚中     |

## 中国における軍管区制の変遷

### 六大軍区（1949年～1955年）
国共内戦後期の1948年11月1日、中国共産党中央軍事委員会は、全軍の組織編制・番号に対する統一規定を発布し、軍区は、一級軍区（大軍区）、二級軍区、三級軍区、軍分区に区分された（四級軍区体制）。一級軍区は党中央局に相当する区域に、二級軍区は中央分局に相当する区域に、三級軍区は省行政区に、軍分区は地（専）区に設置された。また、一級軍区は野戦軍に、二級軍区は兵団に、三級軍区は軍に、軍分区は師団に相当した。各級軍区は、所在区域の地区又は地点に基づき命名された。

#### 一級軍区
中華人民共和国建国時、5個一級軍区が存在し、1950年2月に西南軍区が設置され、六大軍区体制が確立した。
- 東北軍区 - 1948年1月、東北人民解放軍の下に設置
- 華北軍区（中国語版） - 1948年5月20日、晋察冀軍区と晋冀魯豫軍区の統合により設置
- 華東軍区 - 1947年2月初め、華東野戦軍と共に設置。1949年6月、第3野戦軍と統合
- 華中軍区（1950年1月、中南軍区に改称） - 1949年5月、第4野戦軍が兼務
- 西北軍区（中国語版） - 1949年2月1日、陝甘寧晋綏連防軍区を改称。11月30日、第1野戦軍と統合
- 西南軍区 - 1950年2月9日、設置。

#### 二級軍区
この時期、18個二級軍区が存在し、1951年12月に西蔵軍区が設置された。二級軍区指揮機関は、兵団の指揮機関を兼務した。
- 山西軍区
- 綏遠軍区
- 内蒙古軍区
- 山東軍区
- 浙江軍区
- 福建軍区
- 河南軍区
- 湖北軍区
- 湖南軍区
- 江西軍区
- 広東軍区
- 広西軍区
- 川東軍区
- 雲南軍区
- 貴州軍区（第3兵団）
- 甘粛軍区（第2兵団）
- 陝西軍区（第19兵団）
- 新疆軍区
- 西蔵軍区 - 1951年12月設置

1954年、山東、福建、雲南、西蔵、新疆の5個二級軍区を残して、その他の他省軍区は、全て三級軍区とされた。

#### 三級軍区
この時期、25個三級軍区が存在した。三級軍区指揮機関は、軍の指揮機関を兼務した。
- 遼東軍区
- 遼西軍区
- 河北軍区
- 平原軍区
- 察哈爾軍区
- 膠東軍区
- 渤海軍区
- 魯中南軍区
- 蘇北軍区
- 蘇南軍区
- 皖南軍区
- 皖北軍区
- 贛西南軍区
- 湘西軍区
- 海南軍区
- 川南軍区（第10軍）
- 川西軍区
- 川北軍区
- 西康軍区
- 陝南軍区
- 喀什軍区（第2軍）
- 迪化軍区
- 伊犁軍区
- 寧夏軍区
- 青海軍区（第1軍）

その他、熱河、吉林、松江、龍江に4個省軍事部（軍級）が設置された。

### 十三大軍区（1955年～1985年）
1955年2月11日、国務院と国防部は、中共中央局、中央分局の設置情況、中共中央と中央軍事委員会の全国戦略区に対する新しい区分に基づき、六大軍区を十二大軍区に改編することを決定した。各大軍区の大部分は、大都市に基づき命名された。同年5月1日、各大軍区は業務を正式に開始した。
1956年、福州軍区が増設され、十三大軍区体制が確立した。その後、1960年代に内蒙古、西蔵軍区が省級軍区に降格され、十一大軍区体制となった。

#### 大軍区
- 瀋陽軍区 - 1955年3月22日設置
- 北京軍区 - 1955年4月14日、華北軍区の改編により設置。京津衛戍区を兼務
- 済南軍区 - 1955年5月1日設置
- 南京軍区 - 1955年4月1日設置
- 広州軍区 - 1955年4月15日設置
- 武漢軍区 - 1955年3月7日設置。湖北軍区を兼務
- 成都軍区 - 1955年4月14日設置。雲南軍区を兼務
- 昆明軍区 - 1955年4月1日、四川軍区に基づき設置
- 蘭州軍区 - 1955年5月1日設置
- 新疆軍区 - 1955年5月1日設置
- 内蒙古軍区 - 1955年4月20日設置。1967年5月、省級軍区に降格され、北京軍区に編入
- 西蔵軍区 - 1955年5月1日設置。1968年12月、省級軍区に降格され、成都軍区に編入
- 福州軍区 - 1956年7月1日、福建軍区の改編により設置

### 七大軍区（1985年～2016年）
長年に渡る文化大革命の影響で人民解放軍は弱体化し、1979年の中越戦争では、これが露呈することとなった。これに鑑み、鄧小平は、軍縮を行い、指揮統制機構の簡素化を図ることによって、人民解放軍の近代化を行うことを決心した。
1985年6月、中央軍事委員会拡大会議は、「軍隊体制改革、精簡整編方案」を可決し、100万人の兵力削減を行うと同時に、十一大軍区を七大軍区に統廃合することを決定した。

#### 大軍区
- 瀋陽軍区
- 北京軍区
- 済南軍区 - 武漢軍区の一部を編入
- 南京軍区 - 福州軍区と統合
- 広州軍区 - 武漢軍区の一部を編入
- 成都軍区 - 昆明軍区と統合
- 蘭州軍区 - ウルムチ軍区を編入